# Kappel (Wunsiedel)
Die Kappel ist eine 645 Meter hohe, bewaldete Anhöhe unmittelbar nördlich der Stadt Wunsiedel im Fichtelgebirge. Grundeigentümerin ist die Stadt Wunsiedel. Die Anhöhe verdankt ihren Namen einer Kapelle, die bis zum 15. Jahrhundert an der Nordseite, am Siechenbach, stand.

## Geologie und Flora
Das anstehende Gestein ist Gneis, die Bestockungsverhältnisse bestehen aus Fichten und Kiefern, forstwirtschaftliche Nutzung erfolgt durch den städtischen Forstbetrieb. Der Gneis wurde früher in kleinen Steinbrüchen abgebaut und für den Bau von Bürger- oder Stadthäusern verwendet, da sich das Gestein leichter als Granit brechen ließ. Viele Löcher und Bruchwände zeugen von der damaligen Tätigkeit. Unmittelbar nördlich der Kappel befindet sich der Ursprung des Siechenbachs.

## Bauten
Auf der Anhöhe steht seit 1964 ein Wasserbehälter der Stadtwerke (SSW) GmbH, der 1977 erweitert wurde und nun ein Fassungsvermögen von 800 Kubikmetern hat. Aus dem Tal wird das Trinkwasser in den Hochbehälter gepumpt und mit natürlichem Gefälle in das Wohngebiet Wunsiedel-Nord in die Wasserleitungen gespeist.

## Markus-Zahn-Allee
Am Südfuß der Kappel verläuft die Markus-Zahn-Allee, beginnend bei der Bibersbacher Straße und endet westlich nach 2 km an der Hofer Straße. Sie ist zunächst eine öffentliche Fahrstraße, und später für motorisierte Fahrzeuge gesperrt. Sie ist ein beliebter Spazier- und Wanderweg mit Aussicht auf Wunsiedel und das Massiv der Kösseine. 
Beim Wegeverlauf der Markus-Zahn-Allee handelt es sich um eine Altstraße. 1499 wurde im Landbuch der Sechsämter das „Geleit“ von Wunsiedel nach Weißenstadt genannt. Bis zum Dreißigjährigen Krieg verließ beim oberen Kirchtor die Weißenstädter Gasse die Stadt in Richtung Zeitelmoos. Nach dem Dreißigjährigen Krieg fuhr man nach Weißenstadt auf der Röslauer Gasse (jetzt Biberbacher Straße) und zweigte vor der Waldabteilung Kappel ab in Richtung Weißenstadt. 1786 erfolgte der Ausbau der Straße von Wunsiedel durch das Zeitelmoos und über das Dorf Birk nach Weißenstadt als Chaussee. 1826 wurde die neue Hofer Straße über den Röhrberg dem Verkehr übergeben, die Markus-Zahn-Allee verlor damit ihre Bedeutung als Verkehrsweg. Damals fuhr man über Weißenstadt nach Bayreuth, weil es durch das hohe Fichtelgebirge nach Westen noch keine Straßenverbindungen, sondern nur Fußsteige gab. Erst 1862 wurde von Bischofsgrün kommend die Maintalstraße gebaut, die Vorgängerin der Fichtelgebirgsstraße/Bundesstraße 303.

## Kapelle St. Josef
Am 3. Oktober 2007 wurde 400 m westlich der Kappel an der Markus-Zahn-Allee die Kapelle Sankt Josef eingeweiht, die dem Schutzheiligen der Zimmererleute geweiht ist. Die Anhöhe (650 m ü. NN) gewährt Aussicht nach Wunsiedel, zum Luisenburg-Kösseine-Massiv, zum Steinwald und weit hinein nach Böhmen.
Die Idee zum Bau einer Kapelle aus Lärchenholz mit Glockenturm hatte im Jahr 2005 Zimmerermeister Michael Fuchs aus Wunsiedel. Nach anfänglichen Schwierigkeiten wurde der Standort ausgesucht, die Baugenehmigung durch den Wunsiedler Stadtrat erteilt und Sponsoren wurden für das Projekt begeistert. 2007 konnte das Bauwerk errichtet und die Einweihung mit einer ökumenischen Andacht gefeiert werden.

## Karten
- Topografische Karte des Bayer. Landesvermessungsamtes Nr. 5938 Marktredwitz
- Topografische Karte des Bayer. Landesvermessungsamtes Nr. 5937 Fichtelberg
- Fritsch Wanderkarte Nr. 52 Naturpark Fichtelgebirge, 17. Auflage, 1:50.000